# Berlin – Schicksalsjahre einer Stadt
Berlin – Schicksalsjahre einer Stadt ist eine Dokumentationsreihe des Rundfunks Berlin-Brandenburg, die ab 3. November 2018 im rbb Fernsehen ausgestrahlt wurde. Die Reihe behandelt die Berliner Zeitgeschichte ab 1945 bis 2020.

## Beschreibung
Jedes Kalenderjahr wird in einer ca. 90-minütigen Folge abgehandelt. Damit ist die Serie die ausführlichste derartige Chronik im deutschen Fernsehen.
Die Folgen bestehen aus historischen Filmbeiträgen aus dem SFB/RBB-Archiv und dem Deutschen Rundfunkarchiv, die durch rückblickende Interviews mit Zeitzeuginnen und Zeitzeugen ergänzt werden. Sie werden von Katharina Thalbach (Staffel 1), Katja Riemann (Staffel 2), Katrin Sass (Staffel 3), Anna Thalbach (Staffel 4), Jasmin Tabatabai (Staffel 5), Corinna Harfouch (Staffel 6) und Jasna Fritzi Bauer (Staffel 7) kommentiert.
Ursprünglich war die Produktion mit 29 Folgen über die Jahre 1961 bis 1989 geplant. Aufgrund des großen Zuschauererfolgs folgte die Produktion zwei weiterer Staffeln bis zum Jahr 2009, die bis Juni 2020 ausgestrahlt wurden. Bis Herbst 2022 wurde die Reihe um zwei weitere Staffeln ergänzt. Die sechste Staffel behandelt dabei die Jahre 1945 bis 1960 in vier Episoden mit jeweils vier Jahren und weicht damit erstmals vom bisherigen Schema ab. In der siebten Staffel werden die Jahre 2010 bis 2020 behandelt. Sie soll den Abschluss der Dokumentationsreihe in der Gegenwart bilden. Die Sendungen haben einen für den Rundfunk Berlin-Brandenburg überdurchschnittlichen Marktanteil.

## Folgen
| Jahr | Inhalt | Zeitzeugen | Regie             | Premiere      |
| ---- | --- | --- | ----------------- | ------------- |
| 1961 | Geteilte Stadt, Amtseinführung John F. Kennedy, Berlin als Kulturmetropole mit internationalen Gästen, totale Sonnenfinsternis, erster bemannter Weltraumflug Wostok 1 von Juri Gagarin, Film Flucht nach Berlin, Internationale Friedensfahrt, Film Freddy und der Millionär, Mauerbau, Konrad Adenauer beim Mauerbesuch, Republikflucht, Modetänze Twist und Lipsi, Übersiedlung von Philosoph und Publizist Rudolf Schottlaender und Familie von West nach Ost                                              | Günter Ganßauge, Wolfgang Güttler, Irene Selle, Monsieur Albert, Rosemarie Platz, Alexander Kulpok, Dieter B. Herrmann, Erika Gregor & Ulrich Gregor, Täve Schur, Renate Hilger     | Gabriele Denecke  | 3. Nov. 2018  |
| 1962 | 50. Sechstagerennen, Francis-Durbridge-Sechsteiler Das Halstuch, Giftschlangen aus dem Berliner Aquarium geraubt, Tunnelbau für Flucht aus Ost-Berlin, u. a. von Peter Fechter, Agentenaustausch, Robert F. Kennedy in Berlin, Nachtleben, Das Brot der frühen Jahre, Fluchtgeschichten, Zwei kleine Italiener von Cornelia Froboess, Eröffnung des Flughafens Berlin-Schönefeld, Telstar, Wostok 3 im All, Kultur-Bohaime Ost, Grundsteinlegung Gropiusstadt                                                  | Alexander Kulpok, Boris Franzke, Jutta Wachowiak, Peter Schneider, Elisabeth Schmidt, Jutta Grabert, Rudolf Müller, Horst Materna, Emöke Pöstenyi, Harry Seidel, Gerd Schuflikowski | Gabriele Denecke  | 10. Nov. 2018 |
| 1963 | Kältewelle, Ost-Frauenzeitschrift Für Dich, Film Beschreibung eines Sommers, Proteste an FU Berlin, Kinderstar Ilja Richter, Bühnenskandal Der Stellvertreter, John F. Kennedy in West-Berlin, „Ich bin ein Berliner“, Filmpremiere Nackt unter Wölfen, die erste Frau im All, Hertha BSC in der Fußball-Bundesliga, Nikita Chruschtschow, Juri Gagarin und Valentina Tereschkowa in Ost-Berlin, Premiere des ostdeutschen Spionagefilms For Eyes Only, Alfred Hitchcock, Passierscheinabkommen zu Weihnachten | Peter Leske, Regine Sylvester, Jürgen Engert, Eberhard Diepgen, Ilja Richter, Fred Kunzmann, Salomea Genin, Gisela Morel-Tiemann, Uwe Klimaschefski, Werner Heine                   | Tim Evers         | 17. Nov. 2018 |
| 1964 | Marlene Dietrichs Zwischenstopp in Berlin, Café Moskau, Deutschlandtreffen der Jugend in Ost-Berlin, Jugendradio DT64 geht auf Sendung, Nachtleben ohne Sperrstunde, Autos und Fahrschulen, Bauboom in Ost und West, Tunnel 57, Film Der geteilte Himmel, Martin Luther King in West- und Ost-Berlin, Frank Schöbels Karrierestart, Staatsratsgebäude übergeben, letzte gesamtdeutsche Mannschaft in Tokio, erste türkische Gastarbeiter in Berlin, Beatmusik, zweites Passierscheinabkommen                   | Rainer Schallert, Frank Schöbel, Joachim Bungs, Gesine Schuppan, Sigmar Krause, Ralph Kabisch, Gretchen Dutschke, Wolfgang Thierse, Veronika Holletz, Filiz Taskin, Henry Kotowski  | Tim Evers         | 24. Nov. 2018 |
| 1965 | Louis Armstrong im Friedrichstadt-Palast, Königin Elisabeth II. in West-Berlin, Krawalle bei einem Konzert der Rolling Stones in der Waldbühne, sowjetische Kampfflugzeuge über West-Berlin, Bücher-, Theaterstück- und Filmverbote beim Kahlschlag-Plenum des Zentralkomitees der SED | Henry Kotowski, Karlheinz Drechsel, Christian Pepper, Rita Taranzki, Uwe Klimaschefski, Gisela Tatsch-Daust, Olaf Leitner, Christiane Mückenberger, Günter Böhm, Klaus Lüthje       | Karoline Kleinert | 1. Dez. 2018  |
| 1966 | Studentenproteste gegen den Vietnamkrieg, Hochzeit von Rudi und Gretchen Dutschke, Gammler in West-Berlin, Absturz einer sowjetischen Jak-28 in den Stößensee, Militärparade in Ost-Berlin zum fünften Jahrestag der Grenzschließung, erste Jugendspartakiade in Ost-Berlin | Jürgen Engert, Peter Brandt, Hans Peter Becker, Joachim Kirst, Reiner Schöne, Gretchen Dutschke, Hartmut Richter, Katja Ebstein, Volker Ludwig                                      | Thomas Zimolong   | 8. Dez. 2018  |
| 1967 | Gründung der Kommune I, Demonstration gegen den Besuch des Schahs in West-Berlin und Tod von Benno Ohnesorg, Singebewegung und Umbenennung des Hootenanny-Klubs in Oktoberklub, erfolgreicher Protest gegen die Umbenennung des Kaiserdamms in Adenauerdamm, Farbfernsehen im Westen | Regina Thoss, Bettina Wegner, Dagmar von Doetinchem, Uwe Dannenbaum, Bernd Bendig, Lilli Brandies, Werner Gesche, Roswitha Goerling                                                 | Lutz Pehnert      | 15. Dez. 2018 |
| 1968 | Studentenproteste gegen den Vietnamkrieg und die Springer-Presse, Attentat auf Rudi Dutschke, Niederschlagung des Prager Frühlings, Dreh von Zum Teufel mit der Penne mit Peter Alexander und Heintje im Schlosspark Glienicke | Jürgen Zimmer, Dorothea Tscheschner, Bettina Wegner, Uwe Dannenbaum, Michael Unger, Ingo Insterburg, Wolfgang Schubert, Christoph Höhne                                             | Lutz Pehnert      | 22. Dez. 2018 |
| 1969 | Apollo 11, 20. Jahrestag der DDR, Eröffnung des Fernsehturms, Richard Nixon in West-Berlin, Heidi Hetzer übernimmt das Autohaus ihres Vaters, Farbfernsehen in der DDR | Monika Schindler, Heidi Hetzer, Jochen Sprentzel, Jaecki Schwarz, Elisabeth Schmidt, Renate Brassat, Harro Zimmer, Reinhold Andert                                                  | Thomas Zimolong   | 29. Dez. 2018 |

| Jahr | Inhalt | Zeitzeugen | Regie             | Premiere      |
| ---- | --- | --- | ----------------- | ------------- |
| 1970 | Befreiung von Andreas Baader und Gründung der Roten Armee Fraktion, Errichtung des Lenindenkmals, Eröffnung des Interhotels Stadt Berlin, Verhandlungen von Sowjets und Westalliierten, Reinhard Mey startet in West-Berlin beruflich durch, Hartmut König | Reinhard Mey, Hartmut König, Elisabeth Schmidt, Gregor Gysi, Victor Grossman, Hartmut Moldenhauer, Klaus Eschen, Altun Aktürk, Klaus-Dieter Wendland                                                                         | Thomas Zimolong   | 6. Apr. 2019  |
| 1971 | Ablösung Walter Ulbrichts durch Erich Honecker als Erster Sekretär des ZK der SED, Fertigstellung Rathauspassagen Zentrum Ost, Mein lieber Robinson, Zentrum Kreuzberg, die ersten Politessen, Proteste von Frauen gegen den Paragrafen 218 in West-Berlin, Bundesliga-Skandal, erstmals wieder direkter Telefonverkehr zwischen Ost- und West-Berlin, Wie ein Stern von Frank Schöbel, Verhandlungen Viermächteabkommen über Berlin, Hausbesetzung (ehemaliges Schwesternwohnheim des Bethanien-Krankenhauses) | Frank Schöbel, Brigitte Grunert, Klaus Hahn, Winfried Glatzeder, Irene Moessinger, Eberhard Diepgen, Gregor Gysi, Waltraud Glashagen, Uwe Witt, Ulrike Poppe                                                                 | Tim Evers         | 13. Apr. 2019 |
| 1972 | Sprengstoffanschläge und Banküberfälle durch die Bewegung 2. Juni, Ost-Berliner dürfen ohne Visum nach Polen und in die Tschechoslowakei, Erstausstrahlung von Ein Kessel Buntes, Exklave Eiskeller, neues Passierscheinabkommen, Ehekredit für Ostpaare, Transitabkommen tritt in Kraft, Fidel Castro in Ost-Berlin, Interflug-Flug 450/742, Steinstücken, Münchner Olympia-Attentat, Angela Davis in Ost-Berlin, Dean Reed, Shirley Bassey mit großer Show, Grundlagenvertrag                                 | Filiz Taskin, Nikel Pallat, Lutz Stückrath, Winfried Glatzeder, Karin Näcke, Brigitte Grunert, Uta & Horst Kühn, Nils Diederich, Brigitte Zimmermann                                                                         | Artem Demenok     | 20. Apr. 2019 |
| 1973 | Weltfestspiele der Jugend und Studenten, Ölkrise, autofreier Sonntag, Bau des Palasts der Republik, Abriss des Sportpalasts | Peter Pragal, Reinhard Fuhrmann, Ruth Reinecke, Rosa von Praunheim, Heidemarie Wenzel, Wolf-Rüdiger Eisentraut, Josefine Edle von Krepl, Renate Hubig, Klaus Rüdiger Landowsky, Hartmut Lutz, Bernd Mülle                    | Gabriele Denecke  | 27. Apr. 2019 |
| 1974 | Rücktritt Willy Brandts, Eröffnung des Flughafens Tegel, Über den Wolken von Reinhard Mey | Carlos Medina, Elke Bitterhof, Reinhard Mey, Christine Stüber-Errath, Gunter Linke, Simone von Zglinicki, Hans Otto Bräutigam, Pierre Boom, Peter Brandt, Frank Schöbel, Jörg Steinberg, Edda Schönherz, Meinhard von Gerkan | Gabriele Denecke  | 11. Mai 2019  |
| 1975 | Entführung von Peter Lorenz, Zuzugssperre für Ausländer in den Bezirken Kreuzberg, Wedding und Tiergarten, Weltkongress zum Internationalen Jahr der Frau in Ost-Berlin | Ibrahim Ceylan, Cäcilia Rentmeister, Cristina Perincioli, Klaus Hübner, Helga Niestroj, Ben Wagin, Angelika Mann, Blanche Kommerell, Peter Steglich                                                                          | Karoline Kleinert | 18. Mai 2019  |
| 1976 | Erster Tuntenball in Berlin-West, Wohnungsbau, Jeder stirbt für sich allein mit Hildegard Knef, Jubiläum der FDJ, Hostess, Einweihung des Palasts der Republik, Tod Ulrike Meinhof, Die neuen Leiden des jungen W., 1. Sommeruniversität für Frauen an der FU, spektakulärer Häftlingsausbruch aus dem Frauengefängnis, Olympische Sommerspiele 1976, 15 Jahre Mauerbau, David Bowie zieht nach West-Berlin, Bauskandal Steglitzer Kreisel, Frauenzeitschrift Courage, Ausbürgerung Wolf Biermanns aus der DDR  | René Koch, Wolfgang Thierse, Wilfried Mommert, Hartmut König, Bernd Wolfgang, Sabine Zurmühl, Angelika Mann, Rolf Schneider, Klaus Hoffmann, Christina Lathan, Eduard Meyer                                                  | Ulrike Gerster    | 25. Mai 2019  |
| 1977 | Deutscher Herbst, Offensive 77, Drogenopfer in West-Berlin, Kaffee wird Mangelware in Ost-Berlin, Erstausstrahlung von Drei Damen vom Grill, Ausreise Manfred Krugs aus der DDR, Puhdys in West-Berlin | Peter Schimmelpfennig, Horst Brömer, Klaus Zwingenberger, Brigitte Grothum, Helga Lindner, Wilfried Bergholz, Jörg Stempel, Peter Pragal, Hans-Christian Ströbele, Raymond Ebert, Thomas Lukow                               | Lutz Pehnert      | 1. Juni 2019  |
| 1978 | Zweiter Besuch von Queen Elisabeth II in West-Berlin, Freddie Mercury in der Deutschlandhalle, Schlüssel zur millionsten Wohnung wird von Erich Honecker überreicht | Klaus Zwingenberger, Hans-Christian Ströbele, Manfred Sangel, Ilona Böttecher, Wilfried Bergholz, Peter Schimmelpfennig, Bettina Wegner, Elisabeth Radermacher, Beppo Pohlmann, Horst Brömer                                 | Lutz Pehnert      | 8. Juni 2019  |
| 1979 | 30. Jahrestag der DDR, die Alternative Liste tritt zum ersten Mal bei der Wahl zum Abgeordnetenhaus an, Eröffnung des Internationalen Congress Centrums | Franziska Troegner, Winfried Becker, Martin Buchholz, Ursulina Schüler-Witte, Fritz Pleitgen, Peter van Loyen, Toni Krahl, Sigrid Niemer, Wilfried Laule, Peter Steglich, Werner Bachmann                                    | Ulf Kalkreuth     | 15. Juni 2019 |

| Jahr | Inhalt | Zeitzeugen | Regie             | Premiere      |
| ---- | --- | --- | ----------------- | ------------- |
| 1980 | Hausbesetzungen in West- und Ost-Berlin, Gründung des Tempodroms am Potsdamer Platz, Erhöhung des Mindestumtauschs, Solo Sunny bekommt den Silbernen Bären, Smog-Alarm Stufe I in West-Berlin, Gründung von Ideal (Band)                                                                                            | Helga Molling, Dieter Birr, Michael Sontheimer, Tom Sello, Christoph Links, Regine Dobberschütz, Irene Moessinger, David Kramberg, Ingin Reiher, Brigitte Jacobi, Ernst Ulrich Deuker                                        | Karin Reiss       | 31. Aug. 2019 |
| 1981 | Hausbesetzungen, Tod von Klaus-Jürgen Rattay, Gründung der Regenbogenfabrik, Eröffnung des Sport- und Erholungszentrums, Richard von Weizsäcker wird Regierender Bürgermeister, Erich Honecker empfängt Helmut Schmidt                                                                                              | Fritz Pleitgen, Cornelia Schleime, Wolfgang Wieland, Hans-Jochen Vogel, Marijam Agischewa, Christine Ziegler, Bernd Römer, Reinhard Haar, Dorota Danielewicz, Agnete Kutar                                                   | Anna Bilger       | 7. Sep. 2019  |
| 1982 | Ronald Reagan in West-Berlin, Eröffnung des Bettenhauses der Charité, Berliner Appell von Rainer Eppelmann und Robert Havemann für Abrüstung und Meinungsfreiheit in der DDR, Ausreise von Winfried Glatzeder aus der DDR, Smog-Alarm Stufe I in West-Berlin                                                        | Rainer Eppelmann, Ebylee Eb Davis, Joachim Mendler, Winfried Glatzeder, Ulla Meinecke, Peter Schneider, Hans-Joachim Blauert, Bettina Pfüller, Barbara John, Ibraimo Alberto                                                 | Anna Bilger       | 21. Sep. 2019 |
| 1983 | Udo Lindenberg spielt im Palast der Republik, Demonstrationen für Frieden und Abrüstung, Aerobic, Erna kommt von Wolfgang Lippert, Gründung der Deutschen AIDS-Hilfe | Madeleine Carruzzo, Eberhard Diepgen, Almut Ilsen, Eva Quistorp, Karl-Heinz Wendorff, Antje Vollmer, Gerd Möbius, Ulrike Poppe, Elke Bitterhof, Wolfgang Lippert, Stefan Reiss                                               | Peter Scholl      | 28. Sep. 2019 |
| 1984 | Besetzung der Ständigen Vertretung der Bundesrepublik, Eberhard Diepgen wird Regierender Bürgermeister, Bubi Scholz erschießt seine Frau, Einweihung des Neuen Friedrichstadt-Palasts, Samstagabendsendung Meine erste Show mit Wolfgang Lippert, Boykott der Olympischen Sommerspiele in Los Angeles durch die DDR | Dieter Müller, Andreas Krause, Eberhard Diepgen, Gabi Müller, Cornelia Schleime, Elke Bitterhof, Wolfgang Lippert, Birgit Meinecke-Heukrodt, Inge Albrecht, Karl-Heinz Knaute, Kai Eikermann, Silke Fischer, Bettina Pfüller | Peter Scholl      | 5. Okt. 2019  |
| 1985 | Sprengung der Versöhnungskirche, größter Agententausch des Kalten Krieges auf der Glienicker Brücke, Diskothek Dschungel, Beat Street macht Breakdance und Hip-Hop in der DDR bekannt | Idil Üner, Johannes Hildebrandt, Hilde Schramm, Christoph M. Ohrt, Peter Merseburger, Angelika Mann, Eberhard Fätkenheuer, Tom Nixx, Wieland Speck, Margit Luther, Christian Rost                                            | Karoline Kleinert | 12. Okt. 2019 |
| 1986 | Anschlag auf die Diskothek La Belle, Nuklearkatastrophe von Tschernobyl, Gründung der Umwelt-Bibliothek, Michail Gorbatschow in Ost-Berlin | Dieter Landuris, Christa Bertag, Brigitte Grunert, Roland Galenza, Victor Grossman, Uwe Müller, Brunhild Freiwald, Carlo Jordan, Frank Lüdecke, Lars Barthel                                                                 | Thomas Zimolong   | 19. Okt. 2019 |
| 1987 | 750 Jahre Berlin, Udo Jürgens, Nana Mouskouri, Josep Carreras, Bob Dylan und Carlos Santana in Berlin, Erster Mai in Kreuzberg, Rede von Ronald Reagan vor dem Brandenburger Tor („Tear down this wall!“) | Martin Lutz, Kristina Laduch, Eberhard Diepgen, Helga Lindner, Helmut Sarwas, Peter Pragal, Thomas Otto, Toni Krahl, Brigitte Grothum, Freya Klier                                                                           | Lutz Pehnert      | 26. Okt. 2019 |
| 1988 | Ausreise von Freya Klier und Stephan Krawczyk aus der DDR, im Rahmen der Ossietzky-Affäre werden Schüler wegen kritischer Wandzeitungsartikel von der Carl-von-Ossietzky-Oberschule verwiesen und mit Abiturverbot belegt, Räumung des Lenné-Dreiecks, Bruce Springsteen in Weißensee                               | Ulrike Sterblich, Freya Klier, Thu Fandrich, Uwe Rada, Wilfried Bergholz, Smiley Baldwin, Thomas Otto, Toni Krahl, Marion Brasch, Kai Feller                                                                                 | Lutz Pehnert      | 2. Nov. 2019  |
| 1989 | Demonstrationen gegen den Wahlbetrug bei den Kommunalwahlen, steigende Zahl von Ausreisen aus der DDR, Walter Momper wird Regierender Bürgermeister, erste Loveparade, Coming Out ist der erste und einzige DDR-Film mit zentral homosexueller Thematik, Mauerfall                                                  | Jan Carpentier, Olaf OL Schwarzbach, Matthias Frings, Walter Momper, Reinhold Freudenberg, Danielle de Picciotto, Christoph Links, Monika Zimmering, Dr. Motte, Robin Lautenbach, Matthias Freihof                           | Gabriele Denecke  | 9. Nov. 2019  |

| Jahr | Inhalt | Zeitzeugen | Regie             | Premiere      |
| ---- | --- | --- | ----------------- | ------------- |
| 1990 | Hausbesetzungen, Sturm auf die Stasi-Zentrale, erste freie Volkskammerwahl, Rainer Eppelmann wird Minister für Abrüstung und Verteidigung, Einführung der D-Mark in der DDR, Fußball-Weltmeisterschaft | Katharina Thalbach, Lars Bösel, Rainer Eppelmann, Manfred Sangel, Walfriede Schmitt, Wieland Speck, Walter Momper, Stephan Konopatzky, Sermin Dorganay, Brigitte Fehrle, Rex Joswig, Ilona Zapf | Dagmar Wittmers   | 16. Nov. 2019 |
| 1991 | Berlin/Bonn-Gesetz, Treuhandanstalt, Gasthaus Zum Nußbaum, Nachtclubszene Ost, Go Trabi Go, Eröffnung des Techno-Clubs Tresor, Superillu, jüdische Zuwanderung, 200 Jahre Brandenburger Tor, erster Mauerschützenprozess, Rotes Rathaus wird Sitz des Regierenden Bürgermeisters, Abriss des Lenindenkmals, Kampf ums Jugendradio DT64 | Ute Weber, Ulrich Gutmair, Jim Avignon, Else Buschheuer, Dimitri Hegemann, Marion Brasch, Evgenia Rubinovich-Zint, Wolfgang Thierse, Theodor Seidel, Edeltraud Erichson                         | Artem Demenok     | 23. Nov. 2019 |
| 1992 | Einsicht der Akten in der Stasi-Unterlagenbehörde, Einführung von westlichen Schulnoten in Ost-Berlin, Nachtleben Ost, Zusammenführung Polizei Ost und West, Wiedereröffnung des S-Bahnhofs Potsdamer Platz und der Linie nach Potsdam, Bewerbung für die Austragung der Olympischen Sommerspiele 2000, Tod und Beisetzung von Marlene Dietrich und Willy Brandt, Theaterskandal um Inszenierung Der blaue Engel im Theater des Westens, Mykonos-Attentat, Kaufhauserpresser Dagobert, Queen-Besuch | Monika Opitz, Christiane Paul, Sergej Gorn, Hauke Murken, Hans-Jürgen Kuhn, Martin Textor, Andreas Schlüter, Regine Sylvester, Christine Bergmann, René Koch, Parviz Dastmalchi, Arno Funke     | Reinhard Joksch   | 30. Nov. 2019 |
| 1993 | Haftentlassung Erich Honeckers, Berlin-Film Die Lügnerin, Gründung Radio Fritz, Erfolg der Volksbühne Berlin und Schließung des Schillertheaters, Wiedereinweihung des Berliner Doms, Union Berlin, Lesbisch-schwules Stadtfest Berlin, Stadtschloss-Attrappe, Olympiabewerbung, militante Gruppe Klasse gegen Klasse, Vorbereitung auf den Abzug der Alliierten aus Berlin, Verurteilung Erich Mielkes                                                                                             | AnniKa von Trier, Theodor Seidel, Sergej Beschenjow, Gerd Nowakowski, Katharina Thalbach, Jürgen Kuttner, Sawsan Chebli, Carsten Utke, Bastian Finke, Goerd Peschken, Frank Augustin            | Artem Demenok     | 7. Dez. 2019  |
| 1994 | Sozialarbeit in Lichtenberg, Kaufhauserpresser Dagobert wird gefasst, Mädchen von Lucilectric, Gwisdek-Film Abschied von Agnes, Narva, Ende der Treuhandanstalt, Loveparade, Abzug der Alliierten, Bill Clinton in Berlin, Neonazis, nackte Wahlwerbung von Thomas Krüger | Michael Heinisch-Kirch, Arno Funke, Luci van Org, Thomas Krüger, Andreja Schneider, Jean-Marie Weiss, Martin Textor, Matthias Pfau, Detlef Scheunert, Peter Kauschke                            | Reinhard Joksch   | 14. Dez. 2019 |
| 1995 | Verhüllter Reichstag von Christo und Jeanne-Claude, Banküberfall Zehlendorf mit Flucht durch einen Tunnel, Prinz Charles in Berlin, Bruce Springsteen tritt spontan in einem Eckcafé im Prenzlauer Berg auf | Danielle de Picciotto, Frank Seroczynski, Christa Kaminski, Brigitte Maria Mayer, Wolfgang Kil, Michael S. Cullen, Klaus Wowereit, Begzada Alatovic, Christiane Schliep, Freya Klier            | Karoline Kleinert | 4. Jan. 2020  |
| 1996 | Kran-Ballett am Potsdamer Platz, Versetzung des Kaisersaals des ehemaligen Hotels Esplanade, gescheiterter Volksentscheid zur Fusion zu einem Bundesland Berlin-Brandenburg, Absturz des Alas-Nacionales-Flugs 301 von Puerto Plata nach Schönefeld, Besuch des Papstes Johannes Paul II. | Katharina Thalbach, Rolf Feja, Sabine Langer, Horst Evers, Peter Leimbach, Christine Chalut, Jürgen Kuttner, Freya Klier, Eberhard Diepgen, Renate Künast, Mo Asumang                           | Thomas Zimolong   | 11. Jan. 2020 |
| 1997 | Eröffnung des Hotels Adlon, Bau der Reichstagskuppel, Bau des Nord-Süd-Tunnels der Fernbahn, Hertha BSC steigt in die erste Bundesliga auf, Das Leben ist eine Baustelle, Oderhochwasser 1997 | Axel Kruse, Christiane Paul, Katja Riemann, Karin & Bernd Siggelkow, Angela Marquardt, Gianni van Daalen, Robert Skuppin, Hany Azer, Patricia Jelinek, Kool Savas                               | Anna Bilger       | 18. Jan. 2020 |
| 1998 | Gerhard Schröder wird Bundeskanzler, Eröffnung des Potsdamer Platzes, schwere Gasexplosion in der Lepsiusstraße, die Baracke am Deutschen Theater wird Theater des Jahres | Thomas Ostermeier, Thu Fandrich, Wolfgang Thierse, Michael Gwisdek, Ulrike Sterblich, Tita von Hardenberg, Albrecht Broemme, Hans Kollhoff                                                      | Lutz Pehnert      | 25. Jan. 2020 |
| 1999 | Umzug des Bundestags und der Bundesregierung nach Berlin, NATO-Einsatz im Kosovokrieg, Michael Gwisdek erhält den Silbernen Bären für seine Rolle in Nachtgestalten, Sonnenfinsternis | Romano, Jana Simon, Klaus Wowereit, Britt Kanja, Carl Einar Hecknar, Michael Gwisdek, Hans Kollhoff, Thilo von Trotha, Tanja Dückers                                                            | Lutz Pehnert      | 1. Feb. 2020  |

| Jahr | Inhalt | Zeitzeugen | Regie             | Premiere      |
| ---- | --- | --- | ----------------- | ------------- |
| 2000 | Ausfall des Zentralrechners der Berliner Feuerwehr in der Silvesternacht, CDU-Spendenaffäre, Verurteilung von Egon Krenz, Neonazi-Demo durchs Brandenburger Tor, Umzug der Berlinale zum Potsdamer Platz, Die Stille nach dem Schuss, Udo Walz, Angela Merkel wird CDU-Vorsitzende, die Museumsinsel wird UNESCO-Weltkulturerbe, Heinz-Dieter Kallbach verhindert den Absturz seines Flugzeugs durch einen Selbstmordattentäter, Neuer Markt, Moorhuhn, Pokémon, Schließung des Cafés Kranzler und des Cafés Möhring, Bill Clinton und Wladimir Putin in Berlin, Russendisko von Wladimir Kaminer, Einweihung des Sony Centers, Queen Elisabeth II eröffnet die Britische Botschaft, Concorde-Absturz, Paula, Gesicht Zeigen!, Berlin-Marathon, Verlängerung der U2 zum Bahnhof Berlin-Pankow, Kleingartenanlage „Togo“, Feier zum 10. Jubiläum der Deutschen Einheit, Die Unberührbare, Aufstand der Anständigen | Ulli Zelle, Katja Riemann, Wladimir Kaminer, Rita Süssmuth, Udo Walz, Heinz-Dieter Kallbach, Elke Brauweiler, Sevda Boyraci, Thomas Berliner                         | Peter Scholl      | 11. Apr. 2020 |
| 2001 | Terroranschläge am 11. September 2001, Berliner Bankenskandal, Klaus Wowereit wird Regierender Bürgermeister, Einweihung des Bundeskanzleramts, die Dotcom-Blase platzt | Cathrin Böhme, Klaus Wowereit, Alexander Osang, Thomas Thielemann, Katrin Sass, Christiane Stöhr, Anna Thalbach, Karla Werkentin                                     | Lutz Pehnert      | 18. Apr. 2020 |
| 2002 | Euro-Einführung, Katrin Wrobel wird Miss Germany, Quatsch Comedy Club zieht nach Berlin, Halbe Treppe gewinnt auf der Berlinale, harte Sparmaßnahmen der rot-roten Landesregierung, Raubüberfälle durch die Hammerbande, George W. Bush zu Besuch, Vergangenheitsaufarbeitung von Angela Marquardt, Jahrhundert-Orkan mit zwei toten Kindern auf der Insel Schwanenwerder, Bauen in Berlin, Schwimmeuropameisterschaften mit Comeback von Franziska van Almsick, Bundestagswahl | Bärbel Lorenzen, Katrin Wrobel, Thomas Hermanns, Steffi Kühnert, Manfred Schmandra, Kool Savas, Albrecht Brömme, Angela Marquardt, Matthias Machnig                  | Dagmar Wittmers   | 25. Apr. 2020 |
| 2003 | Babyboom und Kitaplatzmangel im Prenzlauer Berg, Irakkrieg, Good Bye, Lenin!, Ostalgie, Fusion des Ostdeutschen Rundfunks Brandenburg und des Senders Freies Berlin zum Rundfunk Berlin Brandenburg, Dagmar Reim wird rbb-Intendantin, Radio Multikulti, Erweiterung des Deutschen Historischen Museum, Instandsetzung des Neuen Museums, Geiselnahme eines Busses der Linie 185 nach einem gescheiterten Banküberfall, Walpurgisnacht im Mauerpark, Tod von Horst Buchholz und Günter Pfitzmann, Sprayer, Herr Lehmann, Klaus Wowereit nennt Berlin „arm, aber sexy“, Proteste gegen Sparmaßnahmen an den Universitäten | Malin Ahlberg, Fred Klinger, Katrin Sass, Klaus Wowereit, Dagmar Reim, Nurkan Erpulat, Martin Textor, Tobo                                                           | Lutz Pehnert      | 2. Mai 2020   |
| 2004 | Gründung des Prime Time Theaters, Start von Gutes Wedding, schlechtes Wedding, das Museum of Modern Art ist zu Gast in Berlin, Berlinale, Goldener Bär für Gegen die Wand, Obdachlosigkeit, Umzug von MTV Germany nach Berlin, Heinz Buschkowsky stößt eine Debatte über Parallelgesellschaften an, Privatisierung der GSW, Insolvenz des Tempodroms, 25. Jubiläum der taz (rückblickend), Diskussion zur Umbenennung des östlichen Abschnitts der Kochstraße in Rudi-Dutschke-Straße, Die fetten Jahre sind vorbei, Horst Köhler wird Bundespräsident, Hartz IV, Stare am Berliner Dom, Baustelle am Olympiastadion, Der Untergang, Freiheitsmahnmal, Ehrenmord an Semra U., Tsunami nach Erdbeben im Indischen Ozean | Constanze Behrends, Peter Raue, Dieter Kosslick, Klaus Seilwinder, Dota Kehr, Heinz Buschkowsky, Hartmann Vetter, Bascha Mika, Anke George-Stenger                   | Anna Bilger       | 9. Mai 2020   |
| 2005 | Alles auf Zucker!, Arbeitslosigkeit in Berlin, Hartz IV, Imbissbude am Brandenburger Tor, Fußball-Wettskandal, Ehrenmord an Hatun Sürücü, Einweihung des Denkmals für die ermordeten Juden Europas, Clärchens Ballhaus, Tod Harald Juhnkes, die Eisbären Berlin werden Deutscher Meister, Zwillingstreffen, vorgezogene Bundestagswahl, Angela Merkel wird Bundeskanzlerin | Dani Levy, Henry Hübchen, Antje Müseler, Franz Müntefering, Elke Zieschang, Sabine Schiechel, Lea Rosh, David und Lisa Regehr, Peer Juhnke                           | Karoline Kleinert | 16. Mai 2020  |
| 2006 | Sommer vorm Balkon, Abriss des Palasts der Republik, Berliner Zeitung, Knallhart, Rütli-Schule, Baubeginn des Flughafens Berlin Brandenburg, Das Leben der Anderen, Jenny Gröllmann, Eröffnung des Tunnels Tiergarten Spreebogen, Fußball-Weltmeisterschaft 2006, No-go-Areas, Eröffnung des Hauptbahnhofs, Verlust der ICE- und IC-Halte am Bahnhof Zoo, Tod und Beisetzung von Drafi Deutscher, Demonstrationen gegen und für den Bau der Khadija-Moschee, Absetzung der Idomeneo-Inszenierung von Hans Neuenfels in der Deutschen Oper, Gammelfleisch-Skandal | Inka Friedrich, Seyran Ateş, Maxim Leo, Antje Borchardt, Matthias Merkle, Peter Pragal, Nello di Martino, Hany Azer, Doreen Schulz, Clara Leskovar, Wladimir Kaminer | Thomas Zimolong   | 23. Mai 2020  |
| 2007 | Orkan Kyrill, Handball-Weltmeisterschaft der Männer, Eisbär Knut, Mein Führer – Die wirklich wahrste Wahrheit über Adolf Hitler, Tod von Heinz Berggruen, Oscar für Das Leben der Anderen, Abriss des Palasts der Republik, Rummelsnuff, Komplettumzug der Bundesregierung nach Berlin, Clubszene, Komasaufen, Tod von Ulrich Mühe, Miss Platnum, Zentrale Intelligenz Agentur, iPhone, Schließung des Flughafens Tempelhof, Bau des Flughafens Berlin Brandenburg | Simone von Stosch, Jutta Matuschek, André Schüle, Dani Levy, Alexander Osang, Marcus Röbke, Roger Baptist, Florian Schroeder, Ruth Maria Renner, Kathrin Passig      | Reinhard Joksch   | 30. Mai 2020  |
| 2008 | Umweltzone für Berlin, Nichtraucherschutzgesetz tritt in Kraft, Friedrichstadt-Palast in der Krise, Lala Süsskind wird Vorsitzende der Jüdischen Gemeinde Berlin, längster Streik in der Geschichte der BVG, Britta Steffen gewinnt Gold bei den Olympischen Sommerspielen in Peking, Sylvia Thimm klagt vor dem Bundesverfassungsgericht gegen das Rauchverbot und bekommt Recht, Volksentscheid gegen Schließung des Flughafens Tempelhof scheitert, Weltpremiere von Wolke 9, Brand in der Berliner Philharmonie, Denkmal für die im Nationalsozialismus verfolgten Homosexuellen wird eingeweiht, neue US-Botschaft, Bürgerinitiative Mediaspree versenken, US-Präsidentschaftskandidat Barack Obama spricht vor 200.000 Berlinern, Dreharbeiten 24 Stunden Berlin, Finanzkrise 2008, Rettung des Aufbau-Verlags                                                                                              | Sylvia Thimm, Berndt Schmidt, Lala Süsskind, Britta Steffen, Thomas Schüttoff, Ursula Werner, Gloria Viagra, Carola Ludwig, Matthias Koch                            | Artem Demenok     | 6. Juni 2020  |
| 2009 | Puhdys werden 40, bitterkalter Winter, S-Bahn-Krise mit Notfahrplan, Abwrackprämie, Sendemast im Fronauer Forst gesprengt, Dieter Hallervorden wird Theaterdirektor und Wiedereröffnung vom Schlosspark-Theater, Film Whisky mit Wodka, RambaZamba Theater, Virus H1N1, Krawalle 1. Mai in Kreuzberg, Tod Michael Jackson, die Krise und ihre Chancen, Bundestagswahl 2009, Berlin feiert den 20. Jahrestag des Mauerfalls, Thilo Sarrazin provoziert mit Aussagen über muslimische Zuwanderer | Hatice Akyün, Heiner Wegner, Sarah Settgast, Andreas Schmidtke, Dieter Hallervorden, Joris van Velzen, Henry Hübchen, Gisela Höhne, Franz Müntefering                | Dagmar Wittmers   | 13. Juni 2020 |

| Jahre     | Inhalt | Zeitzeugen | Regie           | Premiere      |
| --------- | --- | --- | --------------- | ------------- |
| 1945–1948 | Schlacht um Berlin, Kriegsende, Aufteilung in vier Sektoren, Armut und Hunger, Schwarzmarkt, Gründung des RIAS, Gründung der SED, Trümmerfrauen, Die Mörder sind unter uns, Wahl zur Stadtverordnetenversammlung 1946, kalter Winter, Wahl Louise Schroeders als Oberbürgermeisterin, Jazz-Konzerte, Wiedereröffnung des Fahrstuhls im Funkturm, Währungsreform, Berlin-Blockade, Luftbrücke, Rede Ernst Reuters vorm Reichstagsgebäude, Absetzung des Magistrats im Osten und neue Regierung von Friedrich Ebert junior, Wahl Ernst Reuters als Oberbürgermeister im Westen, Berliner Ballade, Die Insulaner | Peter Leonhard Braun, Helmut Hampel, Lutz Rackow, Regina Schwenke, Anita Stapel, Erika Schallert, Margrit Korge, Hans Hielscher, Roswitha Wollenberg                           | Lutz Pehnert    | 14. Aug. 2021 |
| 1949–1952 | Erklärung der jeweiligen Währung zum alleinigen gesetzlichen Zahlungsmittel, Ende der Berlin-Blockade, Gründung der Bundesrepublik Deutschland, Gladow-Bande, Nylonstrümpfe, wirtschaftlicher Aufschwung, Deutsches Theater, Mutter Courage und ihre Kinder, amerikanische Mode, Neugestaltung des Großen Tiergartens, Gründung der Deutschen Demokratischen Republik, Haus des Rundfunks, Kaiser-Wilhelm-Gedächtniskirche, Pionierorganisation Ernst Thälmann, Wasserblockade in Neukölln, Wiedereröffnung des Kaufhauses des Westens, Arbeitslosigkeit in West-Berlin, gastronomische Geschicklichkeitswettläufe, Preisunterschiede zwischen Osten und Westen, Grenzgänger, Aufarbeitung des Nationalsozialismus, Sprengung des Stadtschlosses und Abriss anderer historischer Gebäude, Trümmerberge, Streifenpolizisten in West-Berlin, Freiheitsglocke im Schöneberger Rathaus, Internationale Filmfestspiele 1951, Die Sünderin, Luftbrückendenkmal, Deutsch-Sowjetische Freundschaft, Pack die Badehose ein von Cornelia Froboess, Weltfestspiele der Jugend und Studenten, Reichstagsgebäude, Stalinallee, Nationales Aufbauprogramm Berlin, Polizei in Ost-Berlin, Stalin-Noten, Hochhaus an der Weberwiese, Deutschlandvertrag, Boogie-Woogie, Entführung Walter Linses, Aufbau des Sozialismus, Wandbild von Max Lingner, Start des Versuchsprogramms des Deutschen Fernsehfunks, Tod der Polizisten Herbert Bauer und Helmut Just | Eberhard Diepgen, Erika Schallert, Hans Hielscher, Roswitha Wollenberg, Margrit Korge, Günter Ganßauge, Hilmar Körner, Herbert Sowik                                           | Lutz Pehnert    | 21. Aug. 2021 |
| 1953–1956 | Trennung der Straßenbahnlinien, Kurfürstendamm, Pelzhandel, Stalinallee, Tod Stalins, Abwanderung aus der DDR nach West-Berlin, Senkung der Löhne in der DDR, Aufstand vom 17. Juni 1953, russische Väter, Trauer um Ernst Reuter, Verhaftung wegen vermeintlicher Spionage, Gefährlicher Urlaub, Berliner Außenministerkonferenz, Allianz-Hochhaus, Fußball-Weltmeisterschaft 1954, fünfter Jahrestag der DDR, Wahl zum Abgeordnetenhaus 1954, Entfernung der Reichstagskuppel, Gründung des Warschauer Paktes, Tierpark Berlin, Ernst Thälmann – Führer seiner Klasse, Kinderluftbrücke, Fernsehgerät Rembrandt, Start des Regelbetriebs des Deutschen Fernsehfunks, Beginn der Entstalinisierung, 250. Geburtstag Charlottenburgs, Automaten-Imbiss, Jugendweihe, Operation Gold, Berlinale, Halbstarke, Ungarischer Volksaufstand | Rolf Schneider, Isa Henselmann, Dieter Hallervorden, Eva-Maria Ebel, Hans Hielscher, Günther Dilling, Herbert Sowik, Herta Petersen, Anatoly Rothe, Margrit Korge, Harry Heyer | Tim Evers       | 28. Aug. 2021 |
| 1957–1960 | Tanzlokale, Interbau, Sputnikschock | Erika Schallert, Vera Tschechowa | Thomas Zimolong | 4. Sep. 2021  |

| Jahr | Inhalt | Zeitzeugen | Regie             | Premiere      |
| ---- | --- | --- | ----------------- | ------------- |
| 2010 | Winter in Berlin, Fashion Week, Bread & Butter, Missbrauch am Canisius-Kolleg, Kältebus, Straßenchor, Geschäftspraktiken der Treberhilfe, Türkischunterricht für Polizisten, neue Polizeiuniform, Pokerraub, Jugendliche ohne Grenzen, Schwaben im Prenzlauer Berg, Konnopke’s Imbiß, Berliner Dialekt, fehlgeschlagene Integration, eingestellter Flugbetrieb durch den Eyjafjallajökull, Rosinenbomber, Richtfest am BER, Erste-Mai-Demo, Betroffeneninitiative Eckiger Tisch, Intensivpflegedienst Kleine Strolche, Rücktritt von Horst Köhler, Wahl von Christian Wulff, Demonstration gegen das Sparpaket der Bundesregierung, Notlandung des Rosinenbombers, Fußball-Weltmeisterschaft, Verzögerungen am BER, schnellere Verfahren für jugendliche Straftäter, Tod von Kirsten Heisig, Jugend in Marzahn-Hellersdorf, Deutschland schafft sich ab, Fernsehserie Weissensee, 20 Jahre Deutsche Einheit, Terrorgefahr | Matthias Katsch, Dean Mergen, Derya Kuru, Mohammed Jouni, Monika Maron, Martin Müller, Stefanie Karschies, Philipp „Beatsen“ Müller | Dagmar Wittmers   | 27. Aug. 2022 |
| 2011 | Nuklearkatastrophe von Fukushima, Papstbesuch, Eisbär Knut stirbt, Hertha steigt auf, Musical Hinterm Horizont | Frank Brose, Friederike Sittler, Knut Beyer, Josephin Busch                                                                         | Peter Scholl      | 3. Sep. 2022  |
| 2012 | Eröffnung des Flughafens BER scheitert, Schlecker-Pleite, Schließung des Kunsthauses Tacheles, Todesfall Jonny K. | Thomas Kärger, Mona Frias, Linda Cerna, Tina K.                                                                                     | Artem Demenok     | 10. Sep. 2022 |
| 2013 | Obama in Berlin, NSA-Skandal, #aufschrei, Wohnen wird zum Luxus | Anne Wizorek, Christian Gerome, Alexandra Rissmann                                                                                  | Anna Bilger       | 17. Sep. 2022 |
| 2014 | Flüchtlingscamp auf dem Oranienplatz, Michael Müller als Bürgermeister, Fußball-Weltmeisterschaft 2014, 25 Jahre Mauerfall | Esther Zimmering, Christopher Bauder                                                                                                | Reinhard Joksch   | 24. Sep. 2022 |
| 2015 | Anschlag auf Charlie Hebdo, Anschlag aufs Bataclan in Paris, Tyrannosaurus rex Tristan Otto, LaGeSo | Prune Antoine, Uwe Moldrzyk, Simone Logar                                                                                           | Karoline Kleinert | 1. Okt. 2022  |
| 2016 | AfD im Abgeordnetenhaus, Aktionskunst, Anschlag auf den Weihnachtsmarkt am Breitscheidplatz | Clemens Torno, Philipp Ruch, Michael Müller, Katharina Stifel                                                                       | Thomas Zimolong   | 8. Okt. 2022  |
| 2017 | Mietendruck, Volksbühne, Ende von Air Berlin, Mahnmal am Breitscheidplatz | Andrej Holm, Andreas Speichert | Tim Evers         | 15. Okt. 2022 |
| 2018 | MeToo, Häftlingsausbrüche, solidarische Grundeinkommen, Babylon Berlin | Patricia Thielemann, Marina Sahlmann, Steve Kosse, Uli Hanisch, Lars Bösel                                                          | Dagmar Wittmers   | 22. Okt. 2022 |
| 2019 | Internationaler Frauentag, Maple-Leaf-Diebstahl, Fridays for Future, Aufstieg von Union Berlin | Petra Leister, Jutta Allmendinger, Clara Mayer                                                                                      | Ulf Kalkreuth     | 29. Okt. 2022 |
| 2020 | COVID-19-Pandemie | Joachim Huber, Lea Huber, Ferdinand Hübner, Mary Gremmler, Hans-Eckardt Wenzel                                                      | Lutz Pehnert      | 5. Nov. 2022  |